# TV on the Radio

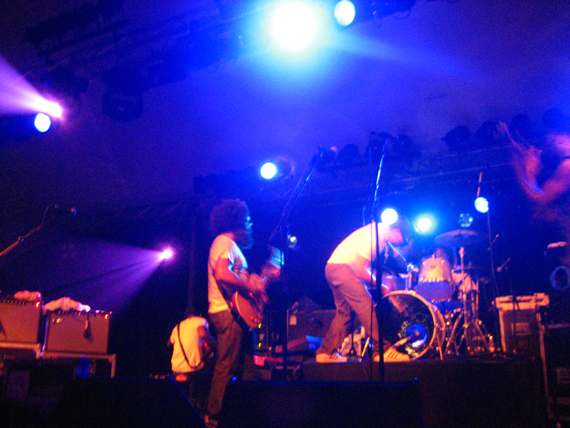
TV on the Radio a Pukkelpop.

TV On The Radio (de vegades abreujat TVOTR) és una banda nord-americana de música indie formada el 2001 a Brooklyn, Nova York, els gèneres de la qual s'estenen a través del rock alternatiu i electro fins al free jazz i soul. El grup ha llançat diversos EP incloent el seu debut Young Liars (2003), i quatre àlbums: Desperate Youth, Blood Thirsty Babes (2004), Return to Cookie Mountain (2006), Dear Science (2008), i Nine Types Of Light (2011).
TV on the Ràdio es compon de Tunde Adebimpe (veu/loops), David Andrew Sitek (guitarra/teclat/loops), Kyp Malone (veu/guitarres/loops) juntament amb Jaleel Bunton (bateria/veu/loops) i Gerard Smith (baix/teclats) el qual va morir el passat 20 d'abril de 2011 als 36 anys a causa d'un càncer de pulmó. Altres contribuents inclouen Katrina Ford de Celebration (veu), Kazu Makino de Blonde Redhead (veu), Martin Perna de Antibalas (saxofon, flauta), David Bowie (veu) i Nick Zinner de Yeah Yeah Yeahs (guitarra). La banda també ha tocat covers en directe de Bauhaus, cançons amb Peter Murphy i Nine Inch Nails, líder Trent Reznor.

## Discografia

### Àlbums
| 2002 | OK Calculator - Self-released demo - Released: 2002 - Label: N/A - Formats:                 | —  | —  | —  | —   |
| 2004 | Desperate Youth, Blood Thirsty Babes - Label: Touch and Go, 4AD - Formats: LP, CD, download | —  | —  | —  | 175 |
| 2006 | Return to Cookie Mountain - Label: Interscope, 4AD - Formats: LP, CD, download              | 41 | 50 | —  | 90  |
| 2008 | Dear Science - Label: Interscope, 4AD - Formats: LP, CD, download                           | 12 | 26 | 26 | 33  |
| 2011 | Nine Types of Light - Label: Interscope - Formats: LP, CD, download                         | 12 | 25 | —  | 33  |
| 2014 | Seeds - Label: Harvest Records - Formats: LP, CD, download                                  | 22 | 42 | —  | 78  |